# Rudolf Vlček
Rudolf Vlček (7. dubna 1910 Drážďany – 24. dubna 1947 Praha) byl za protektorátu příslušníkem kladenského gestapa, kde působil od listopadu 1939 až do konce druhé světové války jako řidič, později pak jako tlumočník a nakonec ve funkci samostatného referenta. Během druhé světové války přijal německé občanství. Sám zatkl 119 osob. Z tohoto počtu jich 33 zemřelo.

## Květen 1945
Po vypuknutí povstání dne 5. května 1945 hledali někteří příslušníci kladenského gestapa útočiště (a úkryt) buď u příbuzných nebo doma. Většina se pokusila uniknout (samostatně nebo společně či v kolonách s ustupující německou armádou) na Západ autobusy, automobily nebo pěšky a to často jen s nejnutnějším minimem zavazadel. V malé koloně několika vozů doprovázených autobusem se snažila uprchnout 5. května 1945 i velká skupina příslušníků gestapa z kladenské služebny v čele s jejím vedoucím Josefem Horbaschkem (* 2. ledna 1912), který na kladenské služebně vykonával funkci šéfa od října 1944, kdy byl na Kladno převelen z Prahy, až do konce druhé světové války. Skupinu doprovázeli i příslušníci kladenské kriminální policie (Kriminalpolizei zkratka Kripo). Kolona čelila opakovaný útokům, při kterých byl postřelen i příslušník gestapa Reulicke (někdy uváděn jako Reulecke). Ten byl zanechán v Řevničově, kde jej posléze zadrželi povstalci. Další zranění v koloně pokračovali v ústupu, ale u Nového Strašecí došlo k defektu pneumatik autobusu a jeho pasažéři pokračovali dále pěšky. Před městem se náhodně setkali s členem gestapa Otto Schultzem (* 4. září 1900). (Ten byl převelen z Prahy na kladenské gestapo v roce 1942 a později se vrátil do Prahy.) Schultze prchající varoval před vstupem do města, které již bylo plné vlasovců a partyzánů. Ustupující členové gestapa nepokračovali dále po cestě, ale lesem se vydali směrem k Rakovníku. V noci se skupinka rozdělila. Většina členů této skupiny byla následně pochytána a deportována zpět do Kladna. Mezi zadrženými byl František Brüxel, Peter Porst, Emil Friedrich, Josef Richter, Rudolf Vlček, Alfred Forkel, Ewald Hartge, Walter Forster a jakási Ehrlichová.

## Proces
Hlavní přelíčení s Rudolfem Vlčkem a dalšími příslušníky kladenského gestapa bylo zahájeno na Pankráci v Praze 27. března 1947 v půl desáté dopoledne. Soudnímu přelíčení předsedal přednosta mimořádného lidového soudu Vladimír Kozák. Všichni obvinění vinu popírali, svalovali na jiné nepřítomné osoby a umenšovali ji. Na svoji obhajobu uváděli příklady případů, kdy údajně zabránili zatčení některých osob nebo kdy již zadrženým lidem údajně pomáhali. Dne 24. dubna 1947 byl vynesen rozsudek (měl 79 stran) a to včetně šesti trestů smrti. Jednalo se o Haralda Wiesmanna, jeho zástupce Thomase Thomsena, Oskara Felkla, Waltera Forstera, Otto Gehla a Rudolfa Vlčka. Všech šest mužů odsouzených k nejvyššímu trestu bylo popraveno 24. dubna 1947 mezi 16.20 a 17.51 hodinou. Poprava oběšením byla vykonána v Praze v Pankrácké věznici. Tělesné ostatky Rudolfa Vlčka byly pohřbeny do anonymního (neoznačeného) šachtového hrobu na Ďáblickém hřbitově v Praze.